# Bonplandia
Bonplandia es un género de fanerógamas perteneciente a la familia de las polemoniáceas. Incluye 13 especies.
Etimología
Bonplandia: nombre genérico otorgado en honor del botánico francés Aimé Bonpland.

## Especies seleccionadas
- Bonplandia angostura Rich.
- Bonplandia candolleana Spreng.
- Bonplandia cuneifolia (Nees & Mart.) Spreng.
- Bonplandia erythrochiton Spreng.
- Bonplandia fontanesiana (A.St.-Hil.) Spreng.
- Bonplandia lutea Howard ex Triana
- Bonplandia trifoliata Willd.